# Seehistorisches Museum
Das Seehistorische Museum (schwedisch Sjöhistoriska museet) ist ein Seefahrtsmuseum in Stockholm. Es befindet sich am nördlichen Ufer des Djurgårdsbrunnsviken im Stadtteil Östermalm.

## Hintergrund
Als Anfang der 1930er Jahre der Beschluss gefasst worden war, ein seehistorisches Museum in Stockholm zu bauen, war die Frage schon 40 Jahre lang diskutiert worden und die wachsenden maritimen Sammlungen wurden ebenso lange in provisorischen Lokalen gezeigt. Der Neubau wurde schließlich durch eine Schenkung der Knut und Alice Wallenbergs Stiftung finanziert. Voraussetzung der Spende war, dass der Staat ein geeignetes Grundstück bereithielt und dass der Bau nicht im Stil der Moderne entworfen werden solle, da man nicht „noch einen Schuhkarton“ haben wolle, möglicherweise eine Anspielung auf das gleichzeitig in unmittelbarer Nähe errichtete Technische Museum (Tekniska museet), in striktem Funktionalismus.

## Das Gebäude

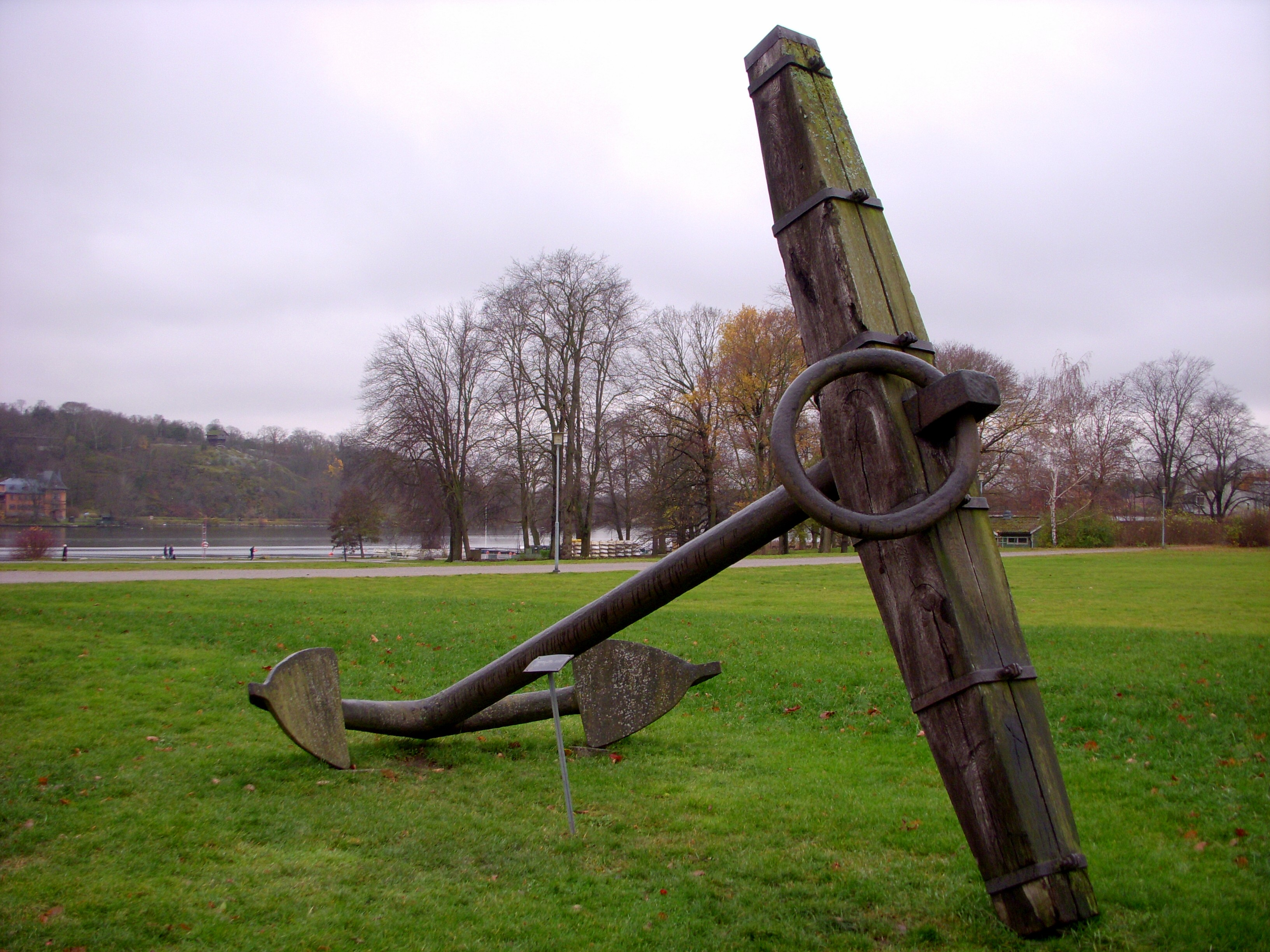
Ein Stockanker am Eingang, im Hintergrund der Djurgårdsbrunnsviken

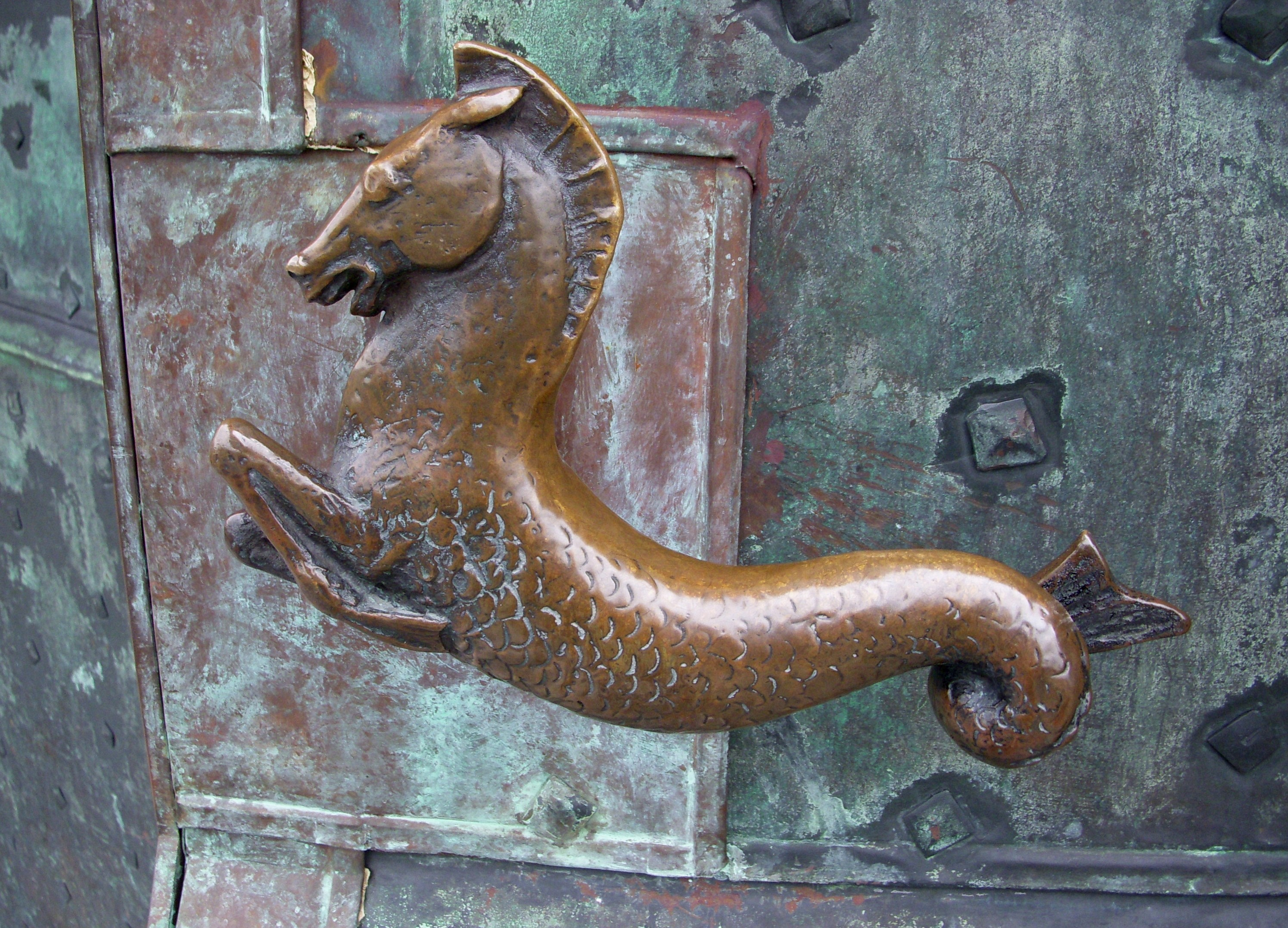
Türgriff am Hauptportal

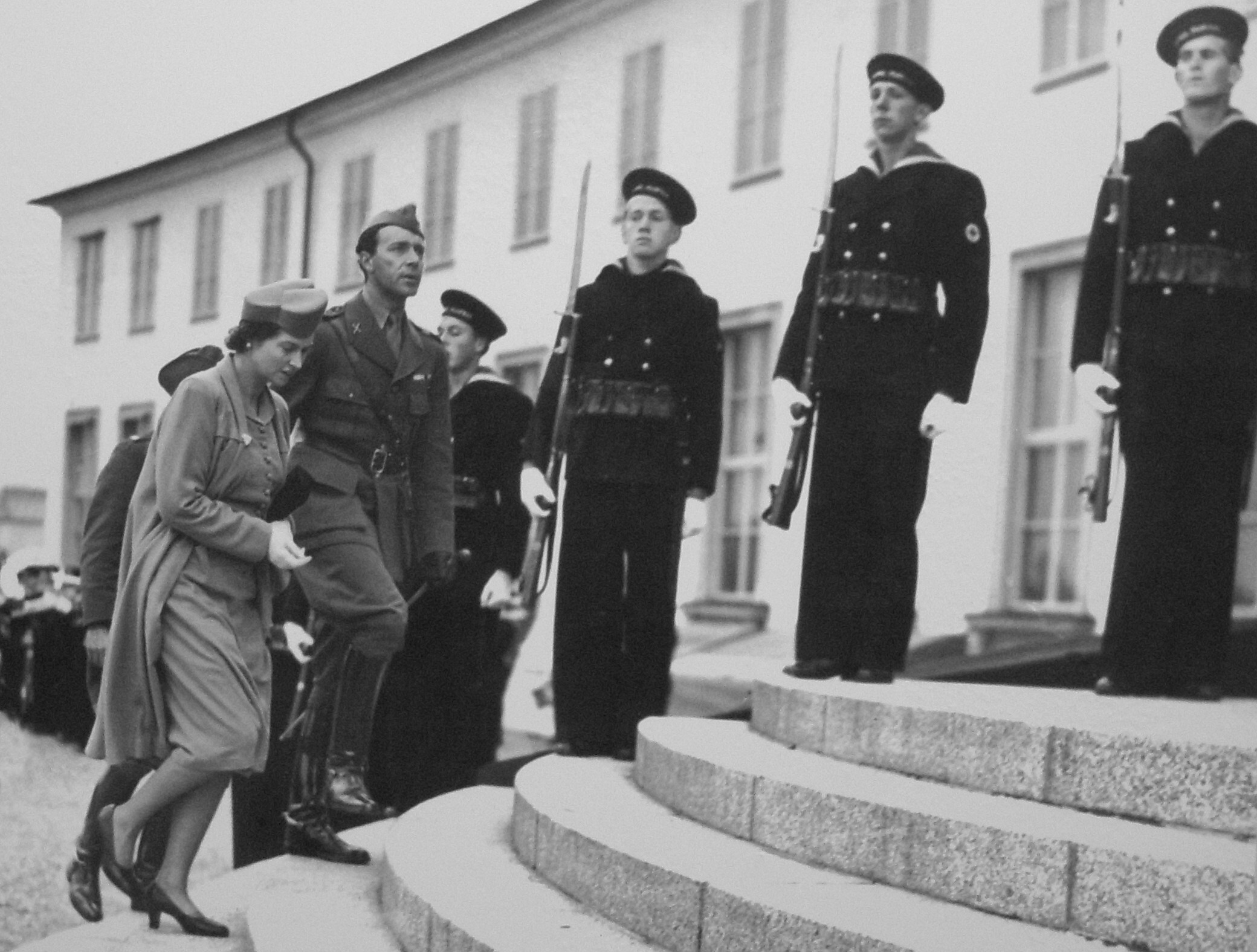
Prinzessin Sibylla und Kronprinz Gustaf Adolf bei der Ausstellung „Schwedische Seemannstaten in Zeiten der Unruhe“ 1940.

Als Grundstück wurde das ehemalige Ausstellungsgelände der Stockholmer Ausstellung 1930 am Djurgårdsbrunnsviken gewählt, eine Ausstellung, die gemeinhin zum Durchbruch der Moderne in Schweden angesehen wird.
Das Museum wurde vom Stadshus-Architekten Ragnar Östberg entworfen, der sich nie richtig mit der Stilform der Moderne hatte anfreunden können. So entwarf er absolut keinen „Schuhkarton“, sondern einen schwach gebogenen, lang gestreckten Baukörper, dessen einfache Monumentalität an die schwedische Architektur des 18. Jahrhunderts und Gustav III.s Architekt, Olof Tempelman, erinnerte. Der Mittelteil des Gebäudes wird durch einen mit einer Kuppel versehenen Turm hervorgehoben. Die Dächer sind gedeckt mit Kupferblech, die Fassaden weiß gestrichen. Es handelte sich hierbei um Östbergs letztes verwirklichtes Werk, mit dem er seine Distanz zur Moderne demonstrierte, ausgerechnet an dem Ort, wo ein paar Jahre zuvor die Moderne in Schweden ihren Einzug gehalten hatte. Das Museum wurde am 28. Mai 1938 von König Gustav V. eingeweiht.
Das Gebäude steht unter Denkmalschutz und wird von Statens fastighetsverk verwaltet.

## Das Museum
Die permanente Ausstellung zeigt eine große Sammlung von Gemälden und naturgetreuen Schiffsmodellen, die die Geschichte der schwedischen Marine beschreiben. Hauptattraktion ist jedoch das originale Heck und die Nachbildung der königlichen Kajüte der Amphion, der Lustjacht Gustav III., die von Fredrik Henrik af Chapman konstruiert worden war und die dem König auch als Befehlsstand diente.
Neben der permanenten Ausstellung gibt es zeitlich begrenzte Themenausstellungen. Im Jahre 1940 lockte eine dieser Ausstellungen mit dem Thema „Schwedische Seemannstaten in Zeiten der Unruhe“ binnen drei Monaten 25.000 Besucher an.
In den Sammlungen des Museums befinden sich ein Archiv historischer Bauzeichnungen für Boote, eine Fotosammlung mit rund 600.000 Bildern und Skandinaviens größte nautische Bibliothek mit nahezu 60.000 Bänden. In den Archiven kann nunmehr online von jedermann gesucht werden.
Zum Museum gehört eine separate Boothalle (Båthall 2) in der Nähe des Vasa-Museums. Diese Halle beinhaltet eine der größten historischen Bootsammlungen Europas und verfügt über rund hundert Boote vom 15. bis ins 20. Jahrhundert. Hier befindet sich beispielsweise die königliche Slup „Vasaorden“, die der königlichen Flotte gehört und von ihr gesegelt wird. Im zum Museum gehörenden Bereich Galärvarvet an der Westseite von Djurgården liegen darüber hinaus noch mehrere Museumsschiffe, darunter die Finngrundet und die Sankt Erik.
Im Jahre 2004 hatte das Museum etwa 30.000 Besucher und 2005 etwa 149.000 Besucher. Die kräftige Steigerung hing damit zusammen, dass ab 2005 der Eintritt frei war. Seit 2007 wird mit Ausnahmen jedoch wieder Eintritt erhoben.

## Interieur-Bilder

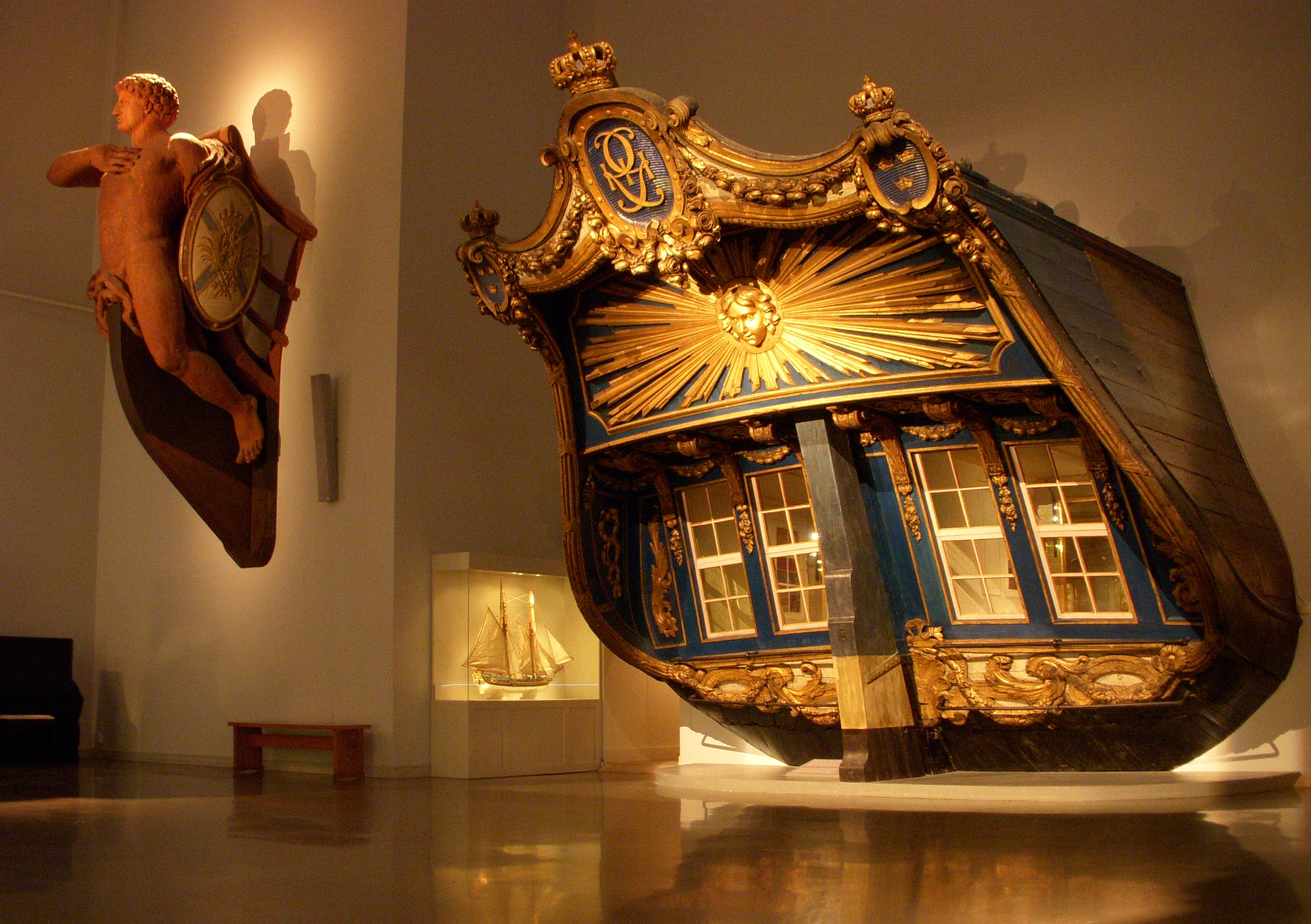
Amphions Heck
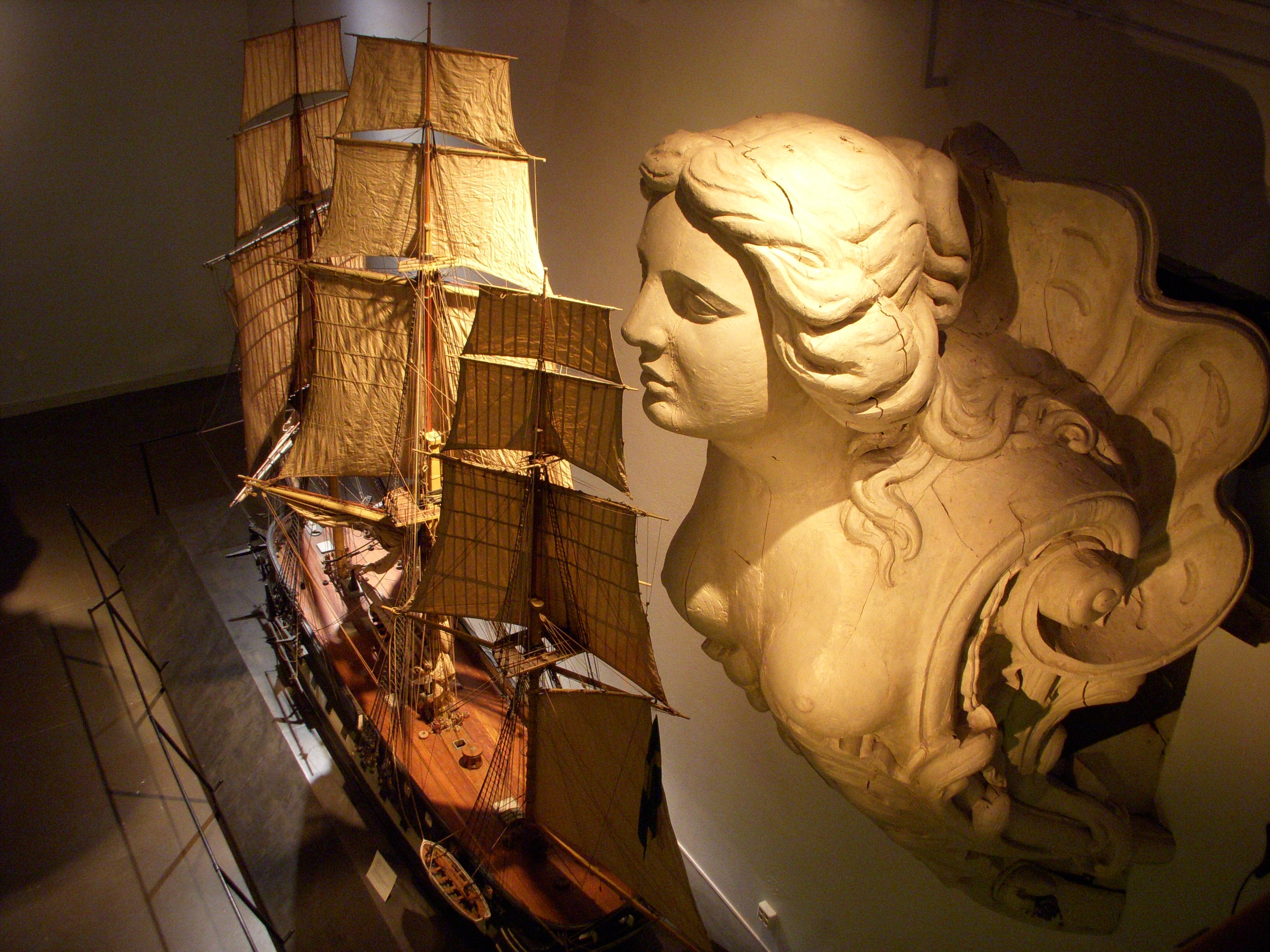
Amphions Modell
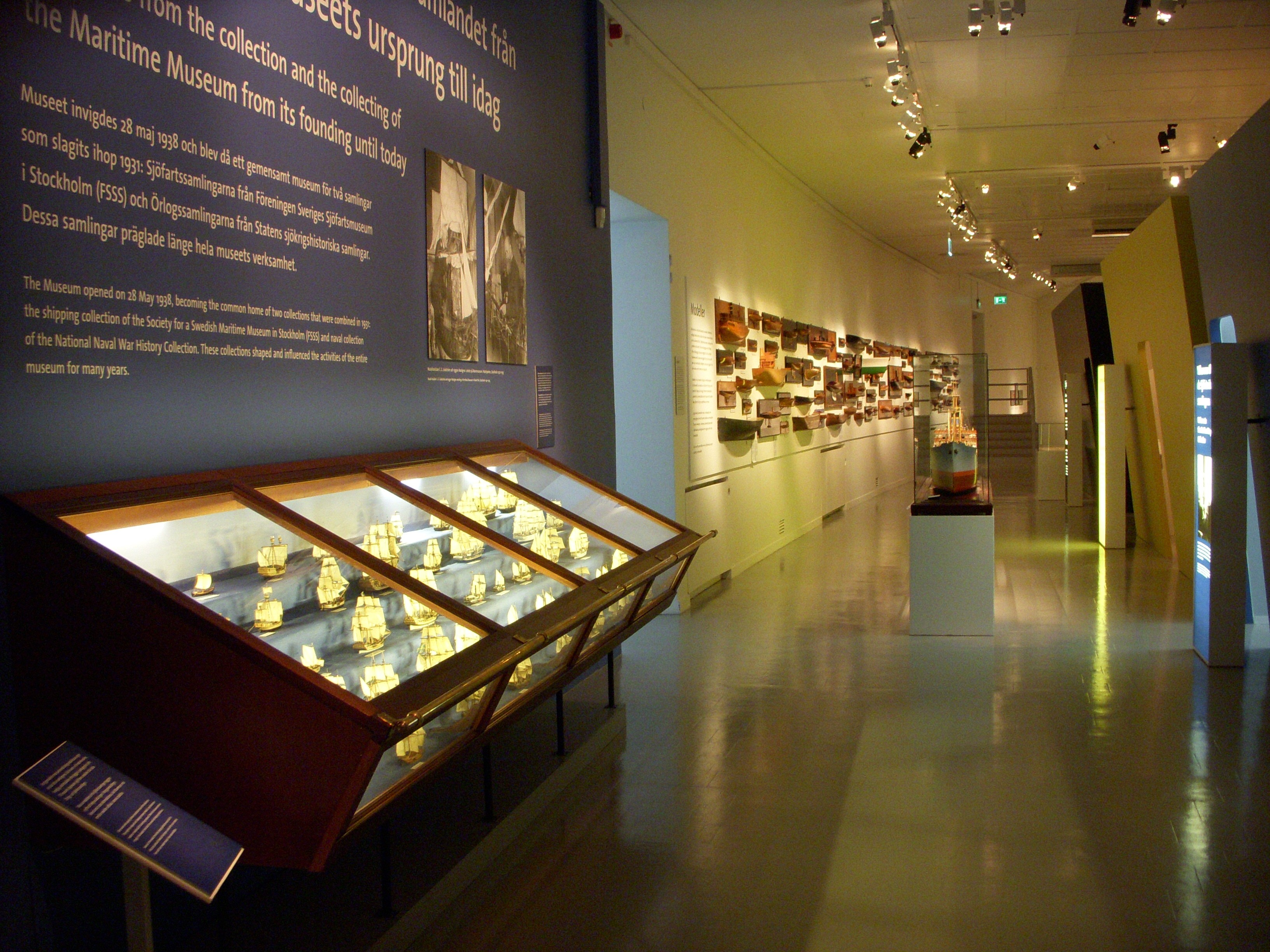
Ausstellungssaal
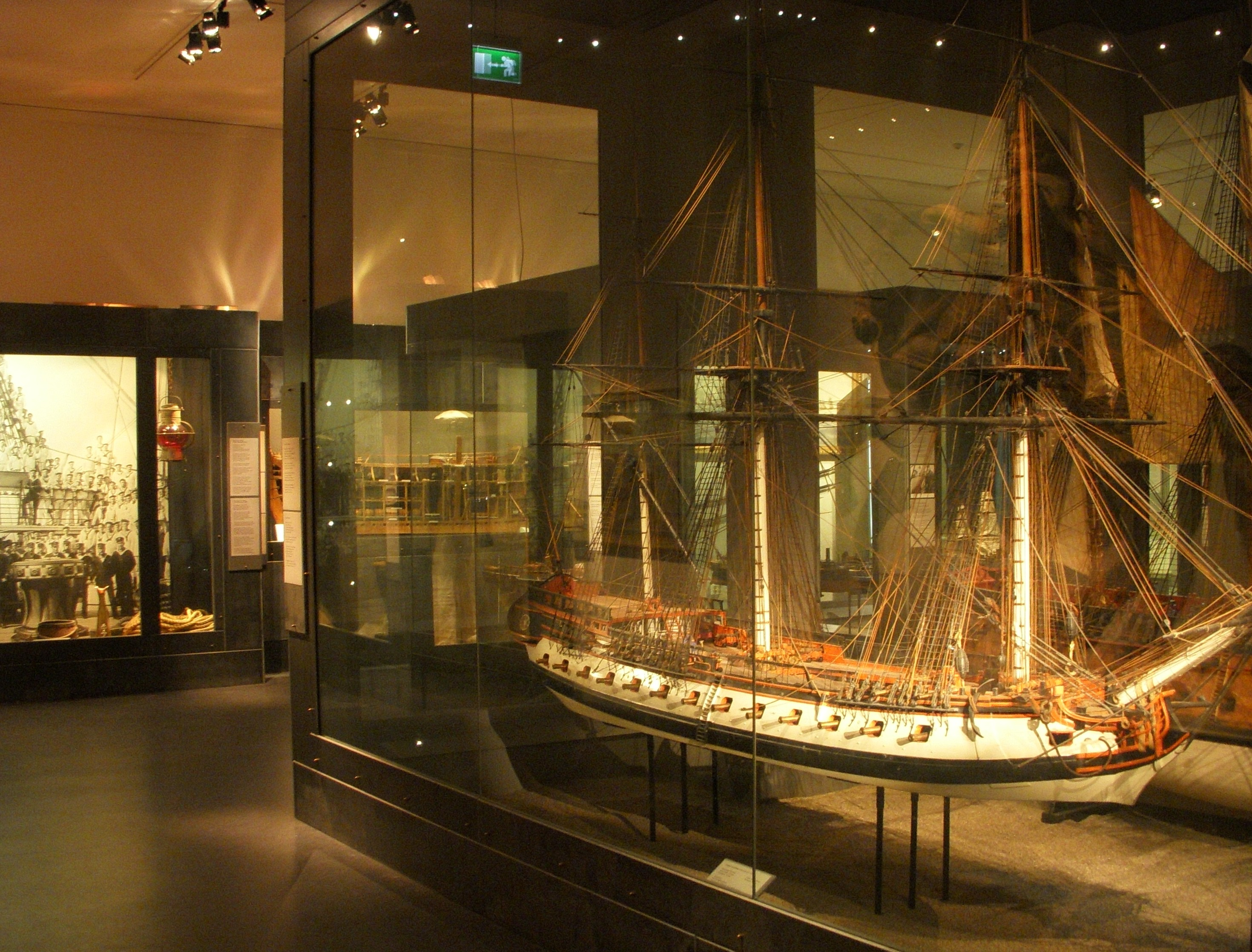
Ausstellungssaal